# 小倉玄照
小倉 玄照（おぐら げんしょう、1937年 - ）は、日本の僧侶、文筆家。岡山県の曹洞宗成興寺第十三世住職。

## 来歴
岡山県生まれ。1960年、駒澤大学仏教学部禅学科卒業。高校教師となり、岡山県立久世高等学校、岡山県立津山東高等学校、岡山県立津山商業高等学校教諭を歴任。1973年3月に退職。
1973年、曹洞宗大本山永平寺講師（1988年末まで）。1982年、曹洞宗特派布教師（1988年まで3期）。
苫田郡加茂町の成興寺住職。加茂保育園園長、理事長を歴任。
著書に「道元禅師旧蹟紀行」「修証義のことば」「道元禅師の慕古」「禅と食」など。